# Alexander Onyschuk
Alexander Onyschuk (3 de setembro de 1975) é um jogador de xadrez da Ucrânia com diversas participações nas Olimpíadas de xadrez. Onyschuk participou das edições de 1994 a 1998 pela Ucrânia tendo conquistado uma medalha de prata e uma de bronze por equipes, no tabuleiro reserva e número dois, respectivamente. Após 2004, passou a defender a equipe dos Estados Unidos e conquistou duas medalhas de bronze em Turim (2006) e Dresden (2008).